# ビーチハンドボール

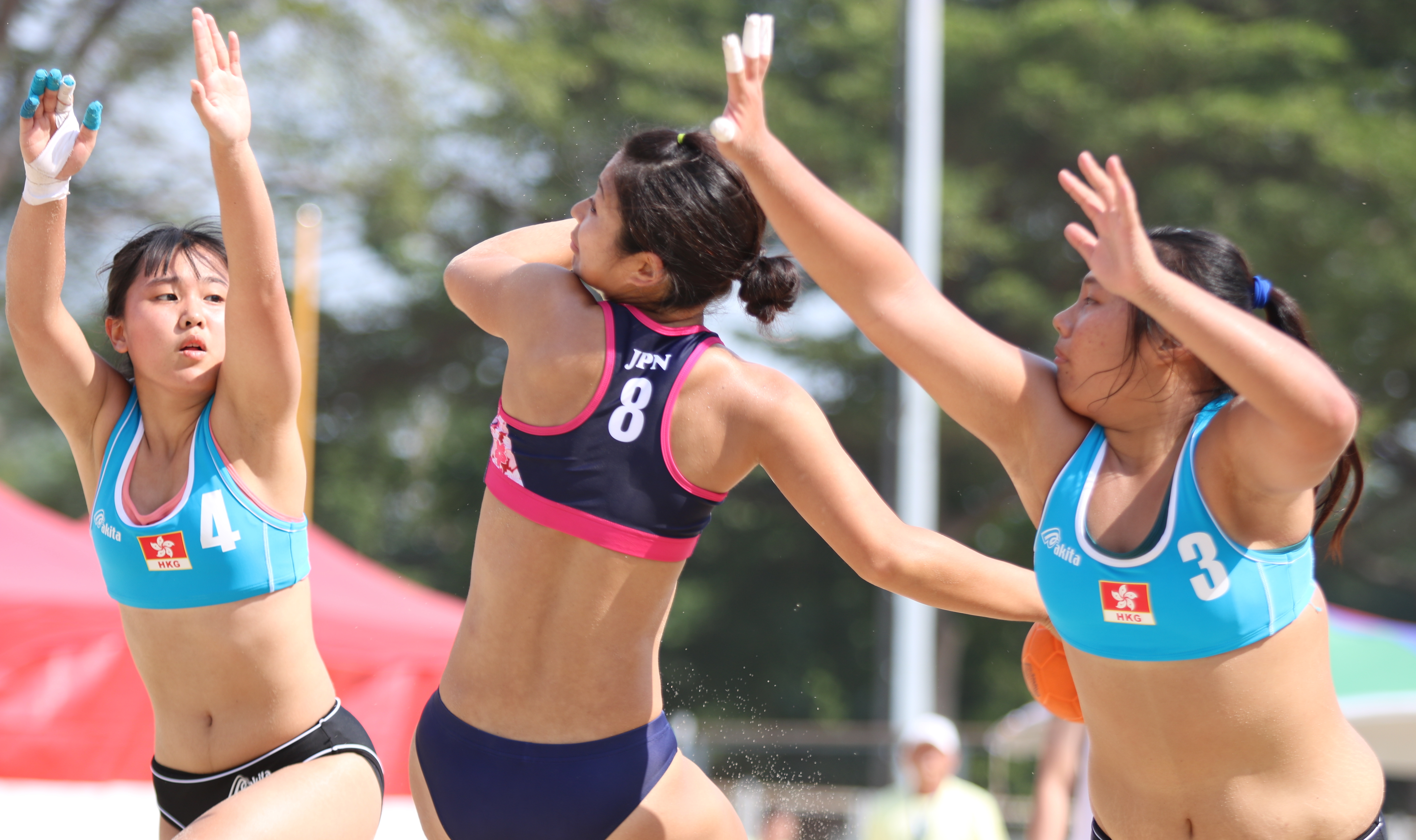
ビーチハンドボール

ビーチハンドボール（Beach handball）は、1992年にイタリアでハンドボールから派生した球技の1つである。ヨーロッパや南米を中心に盛り上がっており、近年はアジア圏でも盛んに大会が開催されている。
日本国内では、秋田ワールドゲームズの公開競技として採用されたことで、1997年に初めてビーチハンドボールの大会が千葉県南房総市富浦町原岡海岸で開催され、1999年から全日本ビーチハンドボール選手権大会が始まった。
2018年ブエノスアイレスユースオリンピックでは、ビーチハンドボールが正式採用された。
2019年茨城国体ではデモンストレーションスポーツとして、行方市の水郷筑波国定公園天王崎公園特設コートにて実施された。

## ルール
詳細はハンドボール競技規則(ビーチハンドボール)を参照のこと。
試合時間は、1セット10分の2セット制で、セット間のインターバルが5分。室内の7人制ハンドボールとは違い、各セットで多く得点したチームが1ポイント。セット内で同点の場合はゴールデンゴール方式でどちらかが1点以上リードするまで延長戦が行われる。
試合開始は、ジャンプボールで開始する。得点が入った場合は、その場から開始する。
セットカウントが1ポイントずつの場合、シューターとゴールキーパーが1対1で行うショットアウトで決着する。
7人制ハンドボールには無い、2点得られるシュートが存在する。2点得られるシュートは、ピルエットシュート(空中で一回転して打つシュート)、スカイシュート(ハンドボールのスカイプレー)、スペシャリストシュート(ゴールキーパー登録の選手によるシュート)、ペナルティシュートの4種類である。
警告(イエローカード)は無く危険なプレーは退場となる(7人制ハンドボールのように2分間ではなく、ターンオーバーが発生したタイミングで戻れる)。

## チーム編成
プレイエリアで同時に競技できるのは、1チームあたり4名(ゴールキーパー1名を含む)とされ、試合には控え選手を入れて1チーム最大10人まで登録できる。

## 競技施設・用具
コートの大きさは、27m x 12m の長方形、中央にプレイエリア(15m x 12m)、両端にゴールエリアがある。ゴールはゴールライン中央に設置し、高さ2m、幅3m とする。
コートは少なくとも40cm以上の深さのある砂地でなければならない。
ボールはゴム製のものを使用する。男子は周囲が54 - 56cm、女子は周囲が50 - 52cm大のものを用いる。
選手は袖のないシャツを着用し、素足で競技する。靴を履くことは禁止されている。女子選手は「側面の生地の幅が最大10センチまで、脚の付け根に向かって切り込んだ形のぴったりとしたビキニ」が指定されている。

## おもな競技会
国際大会としては、国際ハンドボール連盟が主催する世界ビーチハンドボール選手権があり、加えてワールドゲームズ、アジア地域ではアジアビーチゲームズの公式競技ともなっている。
日本国内では日本ハンドボール協会が主催する全日本ビーチハンドボール選手権が1999年より行われている。
また、千葉県南房総市、青森県野辺地町、神奈川県横浜市、兵庫県明石市、愛知県碧南市、宮崎県宮崎市、沖縄県、和歌山県、茨城県行方市でも大会が行われている。

## 普及活動
2019年4月1日、日本ハンドボール協会はモデル・タレントのヤハラリカをビーチハンドボールアンバサダーに任命、国内外での普及を図っている。